# Luis de la Figuera y Lezcano
Luis de la Figuera y Lezcano (Zaragoza, 1869-Zaragoza, 3 de noviembre de 1941) fue un arquitecto español.

## Biografía
Luis de la Figuera y Lezcano nació en Zaragoza, en 1869, y estudió en la ciudad en el Colegio de San Miguel. Sus estudios superiores los realizó en la Escuela Superior de Arquitectura de Madrid, donde se tituló en 1897.
Se instaló en Zaragoza como arquitecto de construcciones civiles del Ministerio de Instrucción Pública, además de ocupar otros diversos cargos, como arquitecto diocesano de Zaragoza, conservador de monumentos nacionales, arquitecto municipal de Zaragoza desde 1920, arquitecto de la Caja de Ahorros de Zaragoza, Aragón y La Rioja. En 1919 fue presidente de comisión en el VII Congreso Nacional de Arquitectos celebrado en Zaragoza. Como conservador fue responsable de la restauración del Castillo de Loarre y del claustro de San Juan de Duero en Soria. También fue el encargado de desmontar el Patio de la Infanta en 1902.
También fue «pintor de caballete», participando en diversas exposiciones y pintando incluso telones de teatro. Como tal, fue profesor de dibujo de la Facultad de Ciencias de la Universidad de Zaragoza y de modelado y vaciado, aritmética y geometría, y contabilidad en la Escuela de Bellas Artes, donde llegó a ejercer de director. En su faceta como arquitecto, fue profesor de estereotomía y construcción y dibujo artístico en la Escuela Industrial, de la que fue director, y de dibujo industrial en la Escuela de Trabajo. Escribió numerosas obras sobre arquitectura, sobre todo de edificios y estructuras de Zaragoza, tal como la Casa Zaporta, el monasterio del Santo Sepulcro, los baños árabes y la muralla de Caesaraugusta.
Fue miembro de la Academia de Buenas Letras de Sevilla y de la Academia de Ciencias Históricas de Toledo.

## Obra
Su obra arquitectónica fue muy conservadora y resulta difícil de clasificar, dividiéndose entre un «modesto modernismo» y un racionalismo sin envergadura.
Clasificadas como obras modernistas:
- Pabellón «La Caridad» para la Exposición Hispano-Francesa de 1908, junto con Magdalena y Yarza.
- Edificio de vivienda: 1911, paseo de Sagasta, 40;
- Edificio de vivienda: 1913, calle Cervantes, 9 (desaparecida);
- Edificio de vivienda: calle Cervantes, 5 y 7 (desaparecida);
- Edificio de vivienda: calle Cádiz, 12;
- Edificio de vivienda: calle Maestro Estremiana, 1;
- Edificio de vivienda: calle Capitán Portolés, 2;
- Edificio de vivienda: calle Lagasca, 4 y 6;
- Edificio de vivienda: paseo de Sagasta, 36.

Clasificadas como obras racionalistas:
- reforma y ampliación de la casa de Miguel Servet, 79 (proy., 1939);
- ampliación-reforma de la Escuela de Comercio (1936), junto con Regino Borobio.